# ماتيلد نيلسن
ماتيلد نيلسن (بالدنماركية: Mathilde Nielsen)‏ هي ممثلة دانمركية، ولدت في 26 أكتوبر 1858 في الدنمارك، وتوفيت بنفس المكان في 11 سبتمبر 1945.

## وصلات خارجية
- ماتيلد نيلسن على موقع IMDb (الإنجليزية)
- ماتيلد نيلسن على موقع ألو سيني (الفرنسية)
- ماتيلد نيلسن على موقع أول موفي (الإنجليزية)
- ماتيلد نيلسن على موقع قاعدة بيانات الأفلام السويدية (السويدية)
- ماتيلد نيلسن على موقع قاعدة بيانات الفيلم (الإنجليزية)
- ماتيلد نيلسن على موقع كينوبويسك (الروسية)